# Amt Neunkirchen (Hochstift Bamberg)

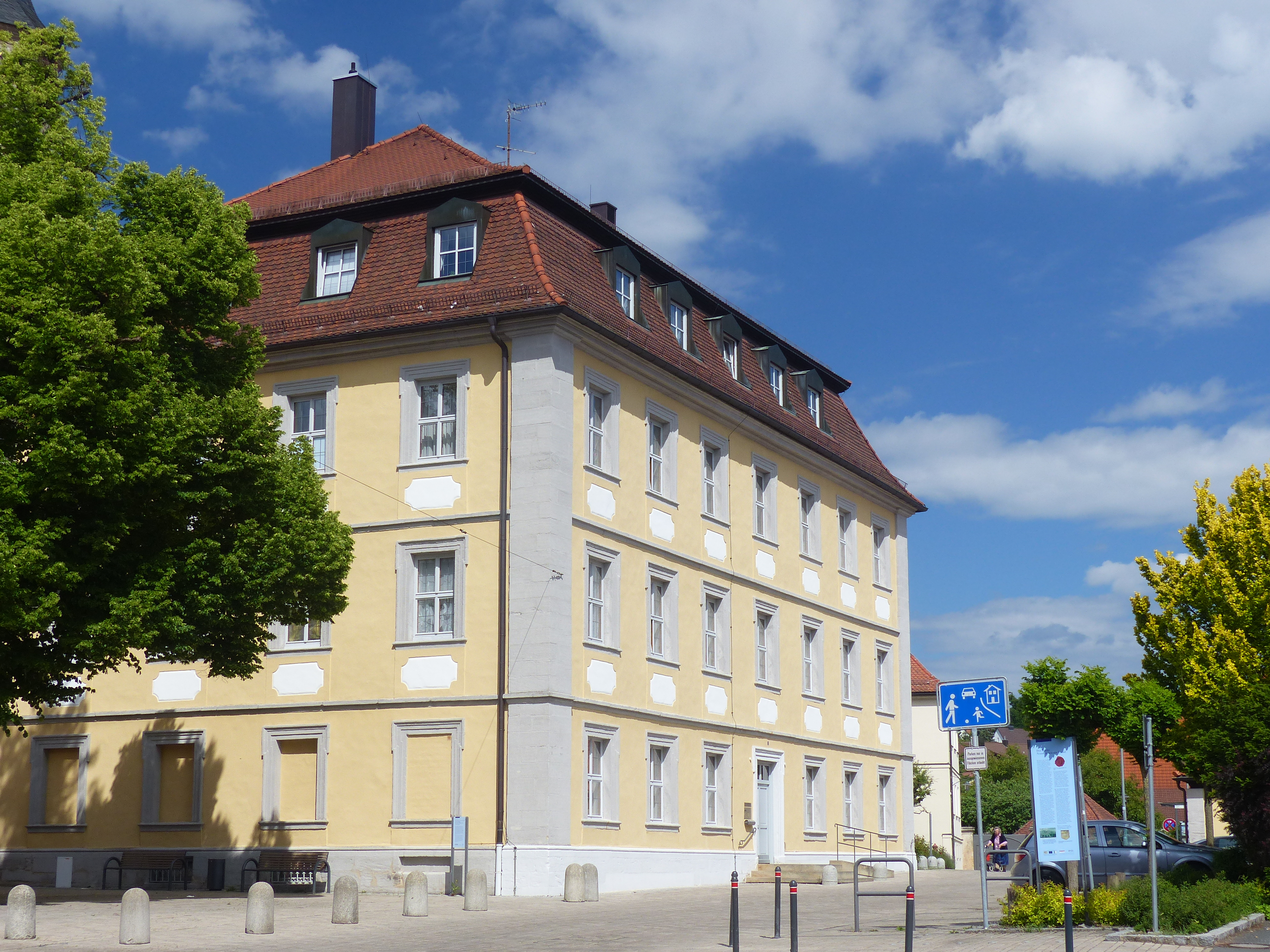
Das frühere Amtshaus von Neunkirchen am Brand, der ehemalige Verwaltungssitz des Amtes

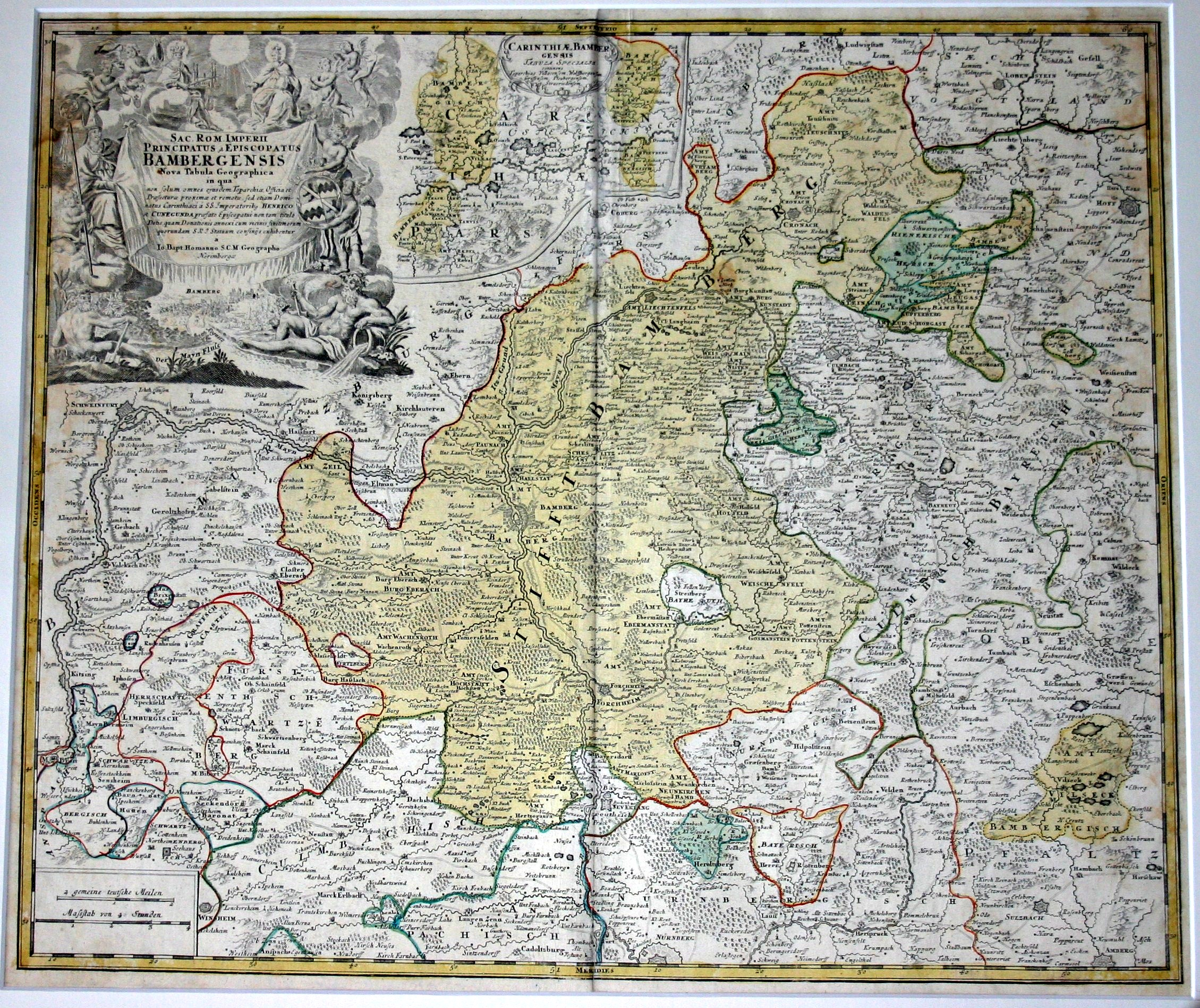
Das Territorium des Hochstiftes Bamberg auf einer zu Beginn des 17. Jh. vom Kartographen Johann Baptist Homann angefertigten Karte

Das Amt Neunkirchen war ein Verwaltungsgebiet des Hochstiftes Bamberg, eines reichsunmittelbaren Territoriums im Heiligen Römischen Reich. Das dem Fränkischen Reichskreis zugeordnete Hochstift Bamberg war ein geistliches Fürstentum, das bis 1802 existierte.

## Geografie
Das im äußersten Süden des bambergischen Kerngebietes gelegene Amt war nach seiner räumlichen Ausdehnung eines der mittelgroßen hochstiftischen Ämter. Seine bambergischen Nachbarterritorien waren die Ämter Forchheim im Norden und Regensberg im äußersten Nordosten. Im Südwesten lag das zum Unterland des Fürstentums Bayreuth gehörende Oberamt Baiersdorf und im Osten das Pflegamt Hiltpoltstein, ein Teil des Landgebiets der Reichsstadt Nürnberg.

## Geschichte
Das Richteramt Neunkirchen wurde erstmals im Jahre 1384 als ein Amt des Hochstiftes Bamberg genannt.

## Struktur
Die Verwaltung des Amtes Neunkirchen bestand aus einem Vogteiamt, einem Steueramt, einem Kastenamt und einem Centamt. Das lediglich repräsentative Aufgaben wahrnehmende Oberamt hatte seinen Sitz in Marloffstein.

### Amtssitz
Der Verwaltungssitz des Neunkirchener Amtes befand sich in Neunkirchen am Brand. In der ersten Hälfte des 18. Jahrhunderts wurde für die Unterbringung der Verwaltung im Bereich des damaligen Klosterhofes ein Amtshaus errichtet.

### Amtspersonal
An der Spitze der Amtsverwaltung stand ein Kastner, der auch als Centrichter, Amtmann des Vogteiamtes Neunkirchen, Steuereinnehmer und Forstmeister fungierte. Zum Amtspersonal gehörten außerdem ein Amtsschreiber und Amtsboten.

### Oberamt Marloffstein
Das für das Neunkirchener Amt zuständige Oberamt Marloffstein war eine Mittelbehörde, die  ausschließlich repräsentative Tätigkeiten wahrnahm und weder Jurisdiktions- noch Verwaltungsaufgaben ausübte. Zu den repräsentativen Aufgaben zählten beispielsweise die Begrüßung von Gästen oder das Geleit von auswärtigen Standespersonen, die das Amtsgebiet durchreisten. Darüber hinaus nahm der Oberamtmann keinerlei Amtspflichten wahr. Er residierte im Amtsschloss von Marloffstein.

### Vogteiamt
Das Vogteiamt Neunkirchen war eines der 54 Vogteiämter des Hochstifts Bamberg. Sein Vogteibezirk umfasste folgende Dorfmarkungen und Ortschaften:
Baad, Bräuningshof, Dormitz, Ebersbach, Erleinhof, Honings, Igelsdorf, Kleinsendelbach, Langenbruckermühle, Langensendelbach, Marloffstein (Ausübung der Dorf- und Gemeindeherrschaft durch den Oberamtmann von Marloffstein), Neubau, Neunkirchen am Brand, Poxdorf, Riegelsmühle, Rödlas, Sendelbacher Mühle, Schellenberg, Schleinhof, Steinbach und Wellucken.
Außerdem gehörte zum Vogteibezirk des Neunkirchener Amtes Hetzles, ein Kondominat mit der Domdechantei Bamberg. In dessen Dorfmarkung wurde die Dorf- und Gemeindeherrschaft (DGH) gemeinsam mit diesem Mediat des Hochstiftes ausgeübt.

### Centamt
Das Centamt Neunkirchen war eines der 29 Centämter des Hochstiftes Bamberg. Sein Hochgerichtsbezirk umfasste folgende Dorfmarkungen und Ortschaften:
Baad, Bräuningshof, Bremenhof (Ausübung der Vogtei durch das Landalmosenamt Nürnberg),, Dormitz, Ebersbach, Erleinhof, Ermreuth (Ausübung der DGH durch die Freiherrn von Künßberg), Gleisenhof (Limitierte Cent und Ausübung der DGH durch die Freiherrn von Künßberg), Großenbuch (Limitierte Cent und Ausübung der DGH durch die Freiherrn von Künßberg), Hetzles, Honings, Igelsdorf, Kleinsendelbach, Langenbruckermühle, Langensendelbach, Marloffstein, Minderleinsmühle (Ausübung der DGH durch die Freiherrn von Egloffstein-Kunreuth), Neubau, Neunkirchen am Brand, Neusleshof (Ausübung der Vogtei durch das Landalmosenamt Nürnberg), Pommer (Ausübung der DGH durch das Landalmosenamt Nürnberg), Poxdorf, Riegelsmühle, Rödlas, Saarmühle (Limitierte Cent der Freiherrn von Künßberg), Sendelbacher Mühle, Schellenberg, Schneckenhof (Ausübung der Vogtei durch das Landalmosenamt Nürnberg), Steinbach und Wellucken.

### Steueramt
Das Steueramt Neunkirchen war eines der 46 Steuerämter des Hochstiftes Bamberg. Der räumliche Zuständigkeitsbereich des Steueramtes war deckungsgleich mit dem des Neunkirchener Vogteiamtes.
Die wirtschaftliche Bedeutung des Amtes für das Hochstift Bamberg war leicht unterdurchschnittlich, am Ende des 17. Jahrhunderts wurde es daher als Amt I. Klasse (von 5) geführt. Die Steuererträge des Steueramtes betrugen in der Amtszeit von Peter Philipp von Dernbach (1672–1683) durchschnittlich 3909 und in der Amtszeit von Marquard Sebastian Schenk von Stauffenberg (1683–1693) nur noch 1907 Fränkische Gulden pro Jahr.

### Kastenamt
Das Kastenamt Neunkirchen war eines der 24 Kastenämter des Hochstiftes Bamberg.

## Persönlichkeiten

### Amtmänner
- Friderich Christoph von Rotenhan[7]

### Vögte
- Franz Eder (Vogt und Kastner 1796 bis 1804)[56][7]